# 물건초등학교
물건초등학교는 대한민국 경상남도 남해군 삼동면 동부대로 995 (물건리)에 있었던 공립 초등학교이다.

## 연혁
- 1963년 7월 11일 설립인가
- 1964년 9월 20일 삼동국민학교 물건분교장 개교
- 1965년 12월 2일 물건국민학교 본교로 승격
- 1996년 3월 1일 물건초등학교로 개칭
- 1999년 9월 1일 삼동초등학교로 통폐합